# Tadahiro Akiba
Tadahiro Akiba (jap. 秋葉忠宏 Akiba Tadahiro;  ur. 13 października 1975 w Chiba) – japoński piłkarz występujący na pozycji pomocnika.